# Joë chez les fourmis
Joë chez les abeilles Joë au royaume des mouches
Joë chez les fourmis est une série télévisée d'animation française en treize épisodes de cinq minutes, créée par Jean Image et diffusée à partir du 3 février 1962 sur RTF Télévision.
Cette série est la suite de Joë chez les abeilles ; une troisième et dernière série suivra : Joë au royaume des mouches.

## Synopsis
Après avoir parcouru le monde des abeilles, Joë est invité par la reine des fourmis à visiter leur monde. En compagnie des fourmis Mic et Mac, Joë découvre le quotidien d'une fourmilière.

## Voix
- Linette Lemercier : Joë
- Roger Carel : le chef du conseil

## Épisodes
| N° | Titre                  | Titre 2                 |
| -- | ---------------------- | ----------------------- |
| 1  | Joë chez les fourmis   | Bienvenue à Fourmi-City |
| 2  | Visite à Fourmi-City   | Bienvenue à Fourmi-City |
|    |                        |                         |
| 3  | L'École des fourmis    | À L'École des Fourmis   |
| 4  | Le Champignon géant    | Le Champignon géant     |
|    |                        |                         |
| 5  | Orage à Fourmi-City    | L'Orage à Fourmi-City   |
|    |                        |                         |
| 6  | Le Grand Cirque        | Le Grand Cirque         |
| 7  | La Cigale et la fourmi | La Cigale-fourmi        |
|    |                        |                         |
| 8  | Le Chanteur inconnu    | Le Chanteur inconnu     |
|    |                        |                         |
| 9  | La Fourmi géante       | La Fourmi Géante        |
| 10 | Le Petit Train         | Le Train de les Fourmis |
|    |                        |                         |
| 11 | La Grande Bataille     | La Grande Bataille      |
| 12 | La Réunion au sommet   | La Réunion au sommet    |
|    |                        |                         |
| 13 | Les Mémoires de Joë    | Les Mémoires de Joë     |